# Thierry Rey
Thierry Rey, född den 1 juni 1959 i Veurne, Belgien, är en fransk judoutövare.
Han tog OS-guld i herrarnas extra lättvikt i samband med de olympiska judotävlingarna 1980 i Moskva.